# 找回自我
找回自我（Crawl back in）為美國樂團"黑暗曙光（Dead by sunrise）"發行的第一首單曲,並隨後收錄在該樂團首張專輯"破土重生（Out of Ashes）"當中。

## 收錄曲目
1. Crawl Back In （Album version） - 3:03
2. Crawl Back In （Live） - 3:12
3. My Suffering （Live） - 2:55

## 資料來源
1. ↑  .   [2011-04-28]. （原始内容存档于2018-12-16）.